# Maxomys baeodon
Maxomys baeodon es una especie de roedor de la familia Muridae.

## Distribución geográfica
Se encuentra solo en Malasia.